# Scopellaria
Scopellaria — рід квіткових рослин родини гарбузових.
Його рідним ареалом є Південний Центральний Китай до Західної та Центральної Малезії.

## Види
Види:
- Scopellaria diversifolia (Merr.) W.J.de Wilde & Duyfjes
- Scopellaria marginata (Blume) W.J.de Wilde & Duyfjes